# Neusser Hafen

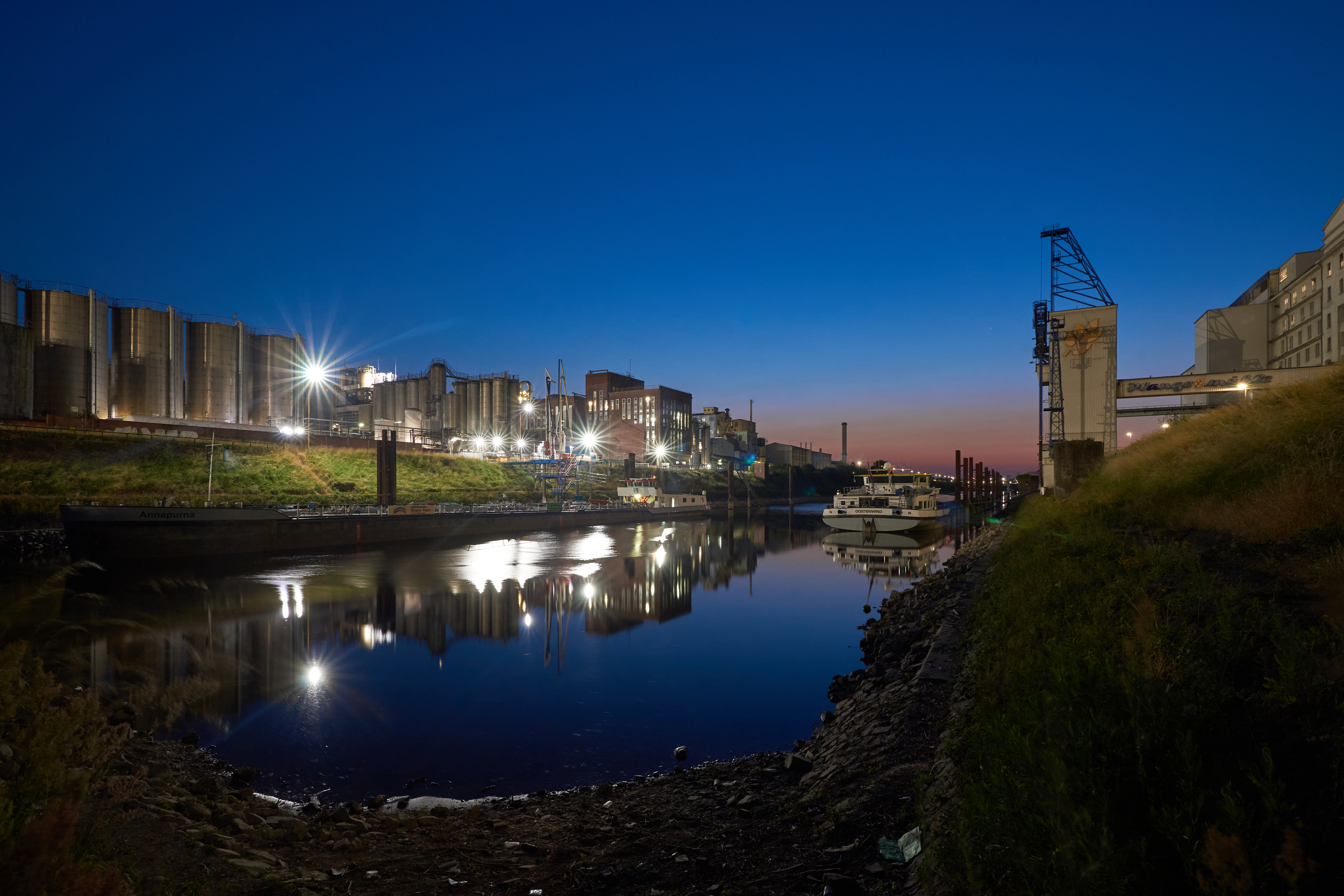
Hafenbecken 2

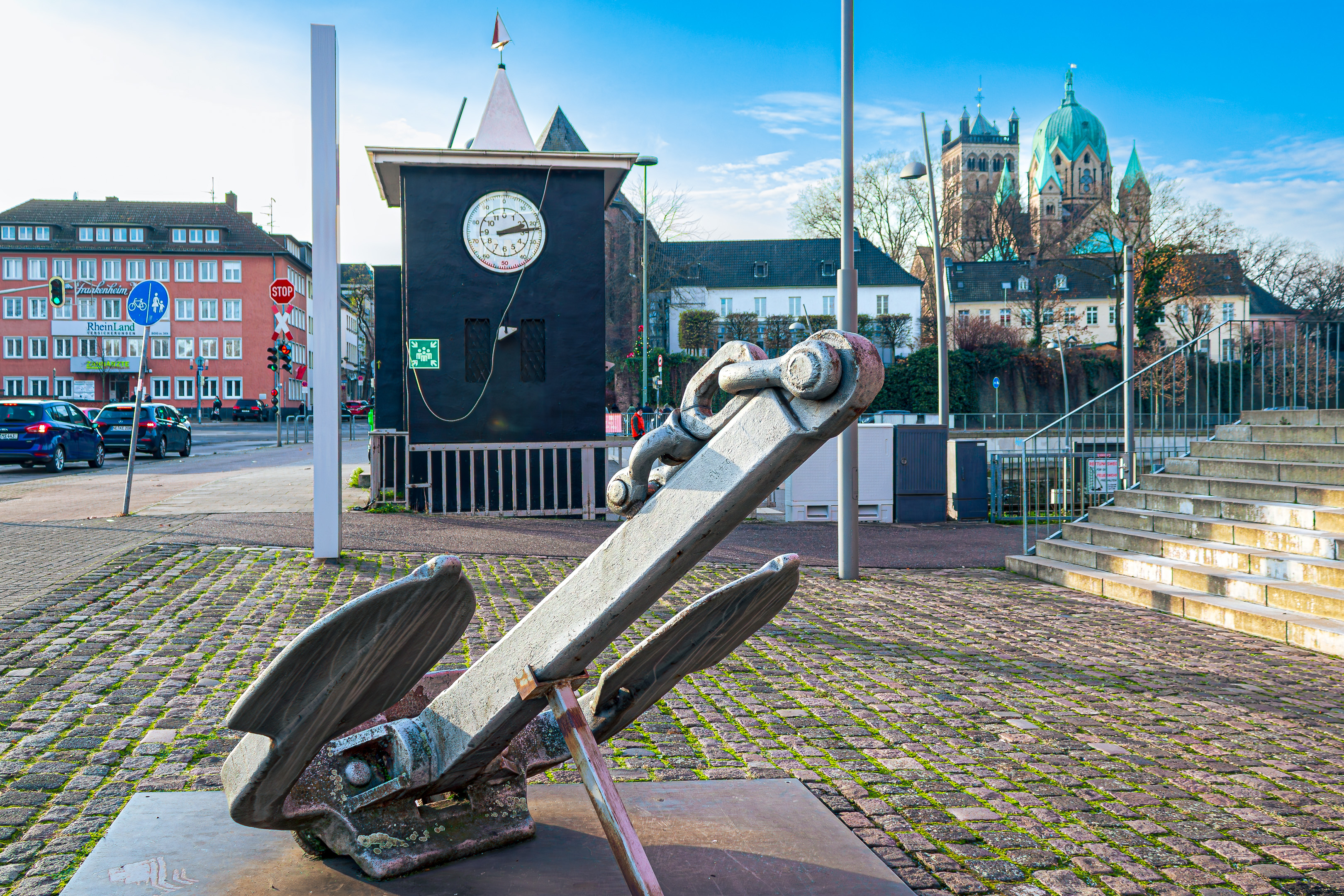
Denkmal mit Anker vor Pegeluhr und Quirinus-Münster

Der Neusser Hafen ist ein Hafen auf der linken Seite des Niederrheins in Neuss. Er entstand 1835 durch einen Ausbau eines ehemaligen Seitenarms des Flusses. 
Die Einfahrt des Hafens hat eine Höhe von 30 m NN. Der Hafen besitzt fünf Hafenbecken. Zum Gewerbegebiet zählen Ölmühlen (u. a. Ölmühle Sels), Containerstationen, die Produktion und Entwicklungsabteilung des Automobilzulieferers Pierburg, die Produktion von Thomy, die Gipsproduktion von Knauf, die Papiertaschentücherproduktion von Tempo und viele weitere Produktionsstandorte verschiedener Firmen. Bis 1997 befand sich hier auch die Landmaschinenproduktion der IHC Neuss. Der Hafen ist ein wichtiger Wirtschaftsfaktor für die Stadt Neuss. Im Schnitt wohnen im Stadtteil Hafengebiet nur 37 Einwohner pro km², was die geringste Bevölkerungsdichte der Stadt Neuss darstellt.

## Hafengesellschaft

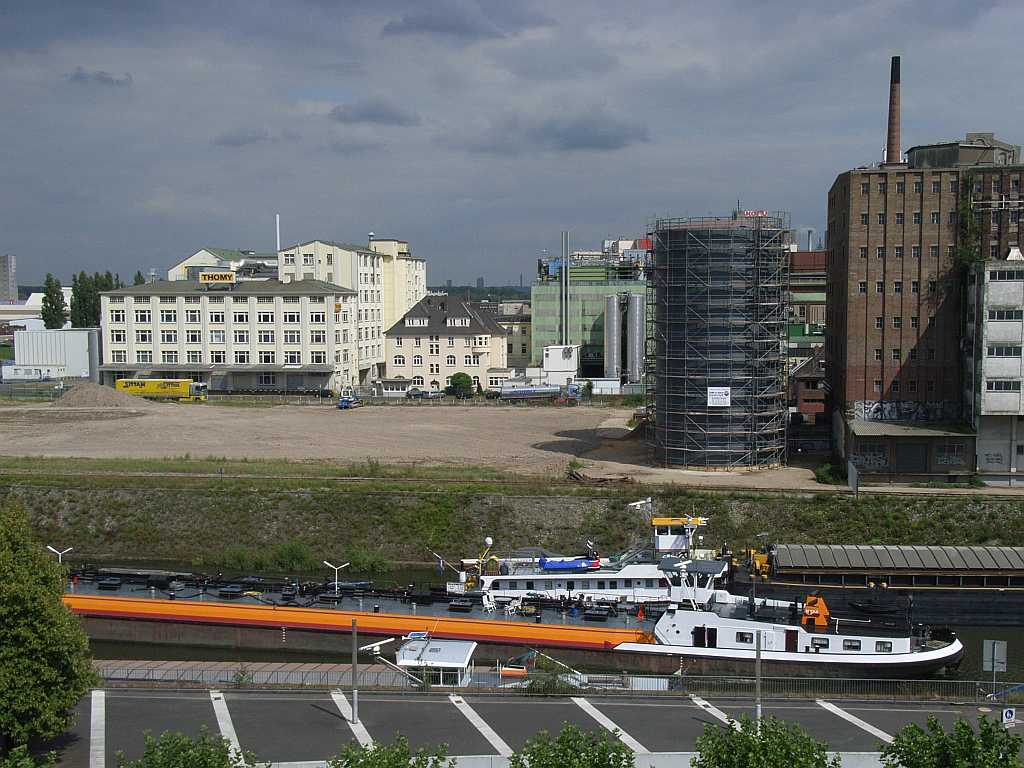
Neusser Hafen

Im August 2003 entstand die Neuss-Düsseldorfer Häfen GmbH & Co. KG durch Fusion mit der Düsseldorfer Hafengesellschaft. Zum Unternehmen zählt die Neusser Eisenbahngesellschaft. Durch die Fusion entstand der drittgrößte Binnenhafen Deutschlands. Wichtig ist nicht nur die direkte Produktion, sondern auch das Umladen auf unterschiedliche Verkehrsmittel (Wasser, Schiene und Straße). Seit dem 1. August 2012 hat die RheinCargo GmbH & Co. KG als Zusammenschluss der Neuss-Düsseldorfer Häfen GmbH & Co. KG und der Häfen und Güterverkehr Köln AG die operativen Geschäfte übernommen. Durch diesen Zusammenschluss werden die Häfen in Neuss, Düsseldorf und Köln, die zusammen eine Hafenfläche von 720 ha haben, gemeinsam betrieben.

## Freizeit
Im Hafengebiet liegt ein Trainingszentrum des Neusser Rudervereins, welches im Jahr 2015 an den neuen Uferpark an der Hafenmole II umgezogen ist. Im Uferpark gibt es eine Reihe von Spielgeräten und Erholungsmöglichkeiten.

## Teilweise Umnutzung Hafenbecken 1
Das Hafenbecken 1, welches direkt an die Innenstadt angrenzt, wird immer weniger von der Industrie genutzt. Dort sind mittlerweile ein Kinokomplex, ein Bürogebäude und das Schulforum des Gymnasiums Marienberg. Die Umgestaltung des Hafenkopfes mit einer Treppenanlage und der Bau einer Brücke vom Quirinus-Münster zum Hafenbecken sollen den Freizeitwert des Hafenbeckens 1 erhöhen und ein Zusammenwachsen von Hafengebiet und Innenstadt fördern. In Zukunft ist darüber hinaus ein neuer Komplex mit Wohn-, Hotel-, Büro- und Eventflächen geplant, der aber auf Seiten der ansässigen Firmen teils auf erheblichen Widerstand trifft.

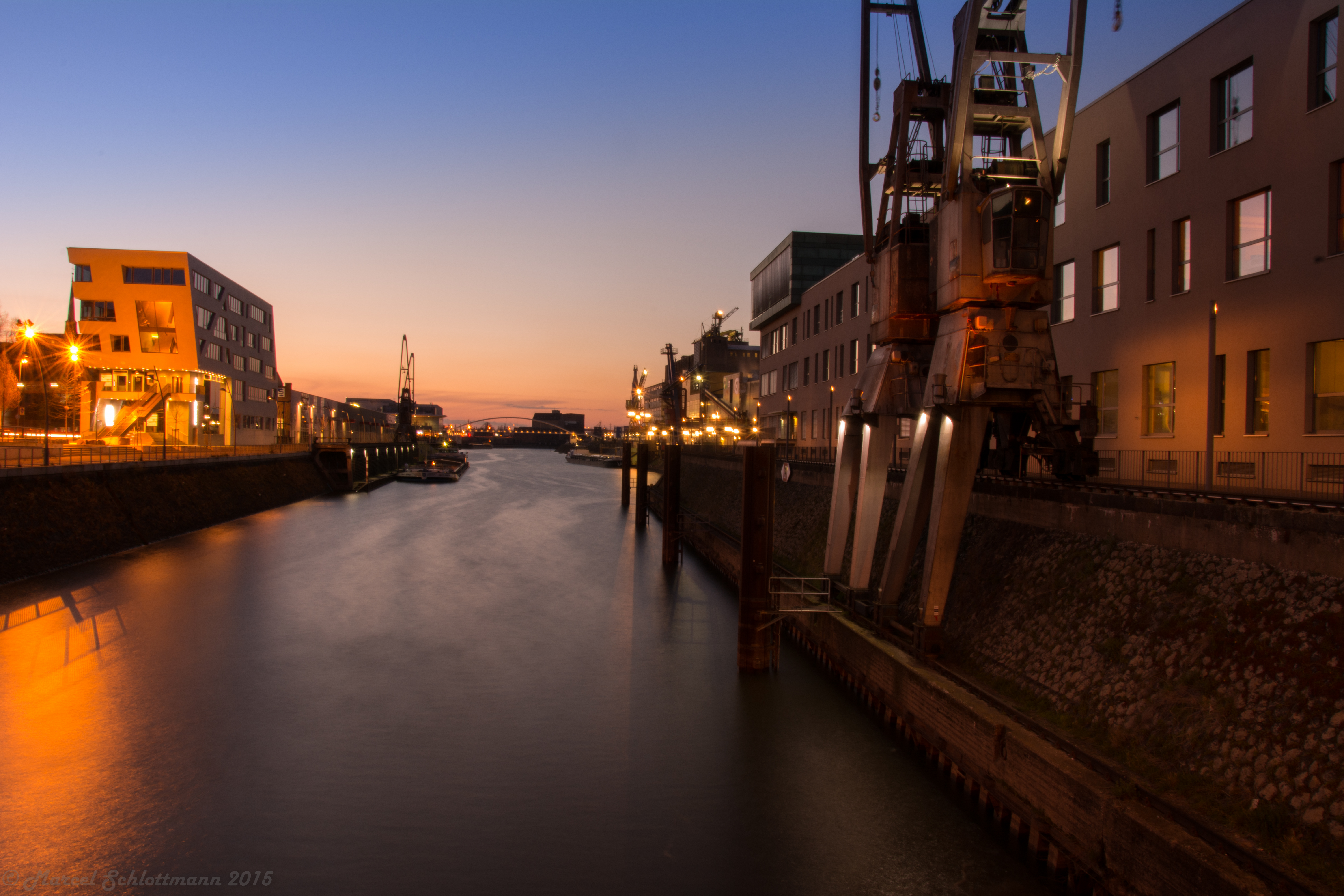
Neusser Hafen zur blauen Stunde